# Пятьдесят франков «Расин»
Пятьдесят франков Расин — французская банкнота, эскиз которой разработан 7 июня 1962 года и выпускалась Банком Франции с 2 января 1963 года до замены на банкноту пятьдесят франков Кантен де Латур.

## История
Эта банкнота из серии посвящённой известным учёным, начатой Банком Франции в 1963 году. В рамках данной серии вышли банкноты посвящённые Вольтеру, Пастеру, Корнелю и Мольеру. Вся серия была выпущена в период с мая 1966 по июнь 1976 года. Начало выхода этой серии из обращения 6 июня 1976, а 15 сентября 1986 года все банкноты данной серии объявлены недействительными. Банкнота была лишена статуса законного платёжного средства 15 сентября 1986.

## Описание
Авторы банкноты Пьеретт Ламберт и гравёры Жюль Пиль и Андре Марлиат. Цветовая гамма очень сбалансирована.

Аверс портрет Расина с гравюры Жана Далле, на фоне монастыря Пор-Рояль.

Реверс портрет Расина, на фоне Ла-Ферте-Милон. Размеры банкноты 160 мм х 85 мм.

## Также
- Французский франк